# 苏伊士

蘇伊士省

苏伊士（阿拉伯语：السويس，羅馬化：as-Suways，埃及阿拉伯語發音：[esseˈweːs]）是埃及东部蘇伊士省的港口城市，位于苏伊士运河南端出口，苏伊士湾北岸，人口约49.7万人。
苏伊士历史上是尼罗河和红海之间航运的重要中转站，1867年苏伊士运河开通后，该港成为重要的国际港口。第三次中东战争后，苏伊士一度废弃，其后又在第四次中东战争中遭到以色列军队的围攻。战后，埃及重新获得了西奈半岛，苏伊士运河重新开放，苏伊士得以重建。
29°58′N 32°33′E / 29.967°N 32.550°E